# Zaragoza kommun, Veracruz
Zaragoza är en kommun i Mexiko.   Den ligger i delstaten Veracruz, i den sydöstra delen av landet, 500 km öster om huvudstaden Mexico City.
Följande samhällen finns i Zaragoza:
- Mangotal
- Colonia Marco Antonio Muñoz
- Cascajal
- San Miguel